# 臺中市立大業國民中學
臺中市立大業國民中學，簡稱大業國中，成立於1993年8月1日，位於臺中市南屯區五期重劃區，1996年起開始正式招收學生。

## 沿革
- 臺中市五期重劃區發展迅速，唯全區內尚無一所國中，前臺中市長林柏榕為回應居民需求，決定於溝墘里文中三十九預定地興建一所國中。[1]
- 1993年4月14日，奉臺中市政府正式核定命名為「臺中市立大業國民中學」，並派向上國中張達田校長為籌備主任。[2]
- 1993年7月7日，由臺中市市長林柏榕與籌備處主任張達田主持開工動土典禮。
- 1994年1月24日，首任校長劉欽敏奉派接掌校務，繼續完成一、二、三期建校工程，並揭示「人性、精進、卓越」之學校標竿。[3]
- 1996年，開始正式招生，首屆設立班級11班，註冊學生458人，專任教師23人。
- 2001年2月1日，第二任校長徐惠東奉調掌理校務，以「這是一所提供機會使人成功的學校」為辦學目標，並以「百分之百升學率」、「生活教育帶回家」、「語文教育最實用」、「電腦教育之推廣」四大主軸發展學校本位課程。[4]
- 2008年2月1日，第三任校長余香青就任，秉持「求真、求善、求美、勤勉」的辦學理念，確立「精緻、多元、創新」的辦學願景。[5]
- 2014年8月1日，第四任校長郭政榮到任，以「尊重關懷、團結和諧、愛與榜樣、全人教育、溫馨校園」為辦學理念，打造「人性、精進、卓越、精緻、多元、創新」的學習型學校。[6]
- 2018年，透過校內募資，推動「班班有冷氣計畫」[7]
- 2020年，興建半戶外球場以及推動駿業樓東西側、力學樓老舊廁所整建工程；同時視聽教室優化採購案也接續完工。[7]
- 2022年8月1日，第五任校長陳進卿接篆視事，承先啟後，首先完成活動中心二樓STEAM教育空間改善工程，升級自然及藝術課教學設備。其後，力學樓無障礙電梯及改善周邊環境工程接續竣工。[8]

## 歷任首長

### 歷任校長
| 姓名   | 任期     | 在任           |
| ------ | -------- | -------------- |
| 張達田 | 籌備主任 |                |
| 劉欽敏 | 第一任   | 1994年－2001年 |
| 徐惠東 | 第二任   | 2001年－2008年 |
| 余香青 | 第三任   | 2008年－2014年 |
| 郭政榮 | 第四任   | 2014年－2022年 |
| 陳進卿 | 第五任   | 2022年－現任   |

### 歷任會長
| 姓名   | 任期     | 在任                   |
| ------ | -------- | ---------------------- |
| 楊文宗 | 名譽會長 |                        |
| 黃木壽 | 第一任   | 1996年8月至1998年7月   |
| 柯銘奎 | 第二任   | 1998年8月至1999年7月   |
| 陳忠明 | 第三任   | 1999年8月至2002年7月   |
| 黃焜嶽 | 第四任   | 2002年8月至2004年10月  |
| 賴樹杉 | 第五任   | 2004年10月至2005年10月 |
| 葉淙榮 | 第六任   | 2005年10月至2007年10月 |
| 葉錫勳 | 第七任   | 2007年10月至2009年10月 |
| 趙姍姍 | 第八任   | 2009年10月至2010年10月 |
| 陳秋茹 | 第九任   | 2010年10月至2012年10月 |
| 吳妙焄 | 第十任   | 2012年10月至2013年9月  |
| 洪國倫 | 第十一任 | 2013年10月至2014年9月  |
| 邱家永 | 第十二任 | 2014年10月至2015年9月  |
| 吳為鈺 | 第十三任 | 2015年10月至2017年9月  |
| 蘇維霖 | 第十四任 | 2017年10月至2018年9月  |
| 劉文伈 | 第十五任 | 2018年10月至2019年9月  |
| 汪國香 | 第十六任 | 2019年10月迄今         |

## 學區[10]
南屯區：
大業里、大同里、文心里全里，惠中里（第1－11、13－15、17－20、22鄰  ）、溝墘里（第1－13、17-19鄰）
西屯區 ：
何南里（第7、11、13－15、25鄰、何成里(第1－5、8－22、24、26、33、35、36、38鄰）
西區：
公正里、公平里全里，公德里（第1－5、13－15鄰 ）

## 校園環境
大業國中校舍以「植生牆」的概念，將陽台外牆改為花圃，廣植花卉，進而形成綠簾，為該校一大特色。。

## 外部連結
- 臺中市立大業國民中學首頁 （页面存档备份，存于）
- 台中市政府教育局 - 台中市立大業國民中學 詳細資料 （页面存档备份，存于）